# Copa Mundial de Triatlón

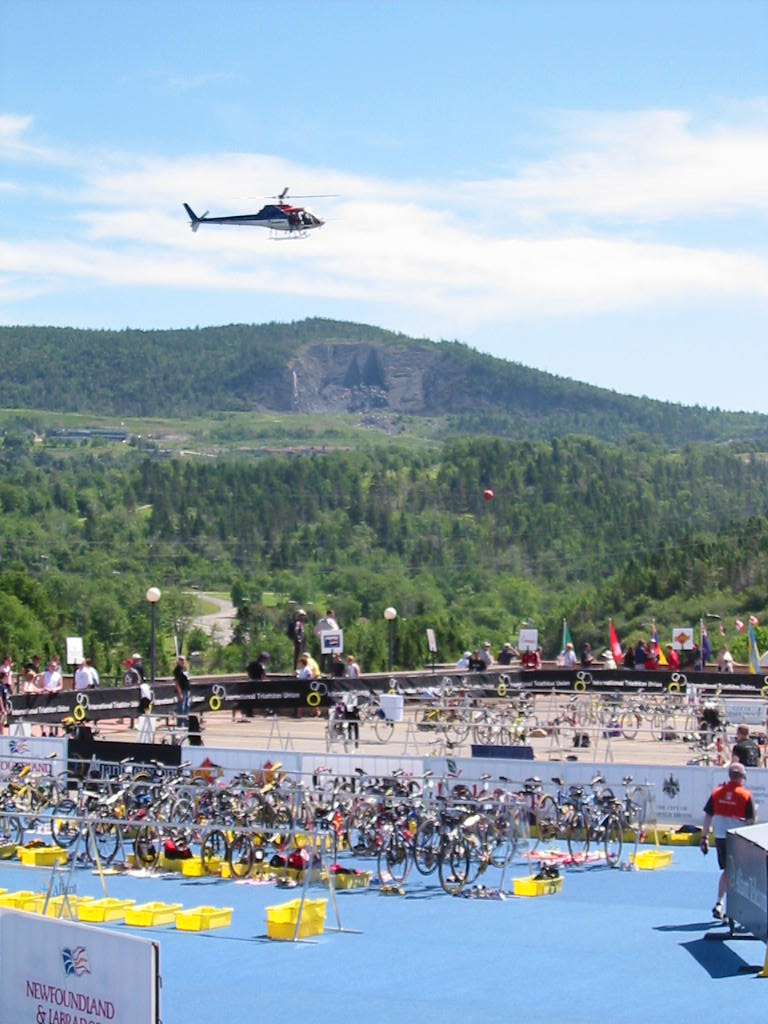
Copa del Mundo de Triatlón, Corner Brook, Terranova y Labrador, 2002.

La Copa Mundial de Triatlón es una competición anual de carreras de 
triatlón situadas por todo el mundo. La competición es organizada por la Unión Internacional de Triatlón. El Grupo BG fue el patrocinador del campeonato del 2000 hasta 2008. En 2008 el número de carreras se redujo porque la Unión Internacional de Triatlón quería centrarse en el Campeonato Mundial de Triatlón.
Cada evento de la competición usa una distancia estándar (olímpica):
1500m de natación en aguas abiertas, 40 km de ciclismo en ruta (en un circuito urbano) y 10 km de carrera a pie. Un total de 300 puntos se distribuyen entre los atletas, depende de la posición final que queden. Los puntos que ganan contribuyen en la clasificación total del campeonato.  Los puntos ganados en cada evento también cuentan para la clasificación de los Juegos Olímpicos. Un total de 100.000 dólares se distrubuyen, por igual, entre los hombres y mujeres que ganan cada evento.

## Ganadores
| Año  | Campeón Masculino           | Campeona Femenina |
| ---- | --------------------------- | ----------------- |
| 1991 | Leandro Macedo              | Karen Smyers      |
| 1992 | Andrew MacMartin Brad Beven | Melissa Mantak    |
| 1993 | Brad Beven                  | Jo-Anne Ritchie   |
| 1994 | Brad Beven                  | Jenny Rose        |
| 1995 | Brad Beven                  | Emma Carney       |
| 1996 | Miles Stewart               | Emma Carney       |
| 1997 | Chris McCormack             | Emma Carney       |
| 1998 | Hamish Carter               | Michellie Jones   |
| 1999 | Andrew Johns                | Loretta Harrop    |
| 2000 | Dmitri Gaag                 | Michellie Jones   |
| 2001 | Chris Hill                  | Siri Lindley      |
| 2002 | Greg Bennett                | Siri Lindley      |
| 2003 | Greg Bennett                | Barbara Lindquist |
| 2004 | Dmitri Gaag                 | Anja Dittmer      |
| 2005 | Hunter Kemper               | Annabel Luxford   |
| 2006 | Javier Gómez Noya           | Vanessa Fernandes |
| 2007 | Javier Gómez Noya           | Vanessa Fernandes |
| 2008 | Javier Gómez Noya           | Samantha Warriner |

## Lugar
| País                                            | Ciudad              | Año | Año | Año | Año | Año | Año | Año | Año | Año | Año | Año | Año | Año | Año | Año | Año | Año | Año | Año | Año | Año | Año |
| País                                            | Ciudad              | 91  | 92  | 93  | 94  | 95  | 96  | 97  | 98  | 99  | 00  | 01  | 02  | 03  | 04  | 05  | 06  | 07  | 08  | 09  | 10  | 11  | 12  |
| ----------------------------------------------- | ------------------- | --- | --- | --- | --- | --- | --- | --- | --- | --- | --- | --- | --- | --- | --- | --- | --- | --- | --- | --- | --- | --- | --- |
| Bandera de Australia                            | Geelong             |     |     |     |     |     |     |     |     |     |     |     | X   | X   |     |     |     |     |     |     |     |     |     |
| Bandera de Australia                            | Mooloolaba          |     |     |     |     |     |     |     |     |     |     |     |     |     |     | X   | X   | X   | X   | X   | X   | X   | X   |
| Bandera de Australia                            | Noosa               |     |     |     |     |     | X   |     | X   | X   |     |     |     |     |     |     |     |     |     |     |     |     |     |
| Bandera de Australia                            | Perth               |     |     |     |     |     |     | #   |     |     | #   |     |     |     |     |     |     |     |     |     |     |     |     |
| Bandera de Australia                            | Gold Coast          | #   |     |     |     |     |     |     |     |     |     |     |     |     |     |     |     |     |     |     |     |     |     |
| Bandera de Australia                            | Sídney              |     |     |     |     | X   | X   | X   | X   | X   | X   |     |     |     |     |     |     |     |     |     |     |     |     |
| Bandera de Austria                              | Kitzbühel           |     |     |     |     |     |     |     |     |     |     |     |     |     |     |     |     | X   | X   |     |     |     |     |
| Bandera de Bélgica                              | Kapelle-op-den-Bos  |     |     |     |     |     |     |     |     | X   |     |     |     |     |     |     |     |     |     |     |     |     |     |
| Bandera de Bermudas                             | Hamilton            |     |     |     |     |     | X   | X   |     |     |     |     |     |     |     |     |     |     |     |     |     |     |     |
| Bandera de Bermudas                             | Southampton         |     |     |     |     | X   |     |     |     |     |     |     |     |     |     |     |     |     |     |     |     |     |     |
| Bandera de Brasil                               | Ilhéus              |     |     | X   | X   | X   | X   |     |     |     |     |     |     |     |     |     |     |     |     |     |     |     |     |
| Bandera de Brasil                               | Río de Janeiro      |     |     |     |     |     | X   |     |     |     | X   |     |     | X   | X   |     |     |     |     |     |     |     |     |
| Bandera de Brasil                               | Salvador            |     | X   |     |     |     |     |     |     |     |     |     |     |     |     |     |     |     |     |     |     |     |     |
| Bandera de Canadá                               | Corner Brook        |     |     |     |     |     |     |     | X   | X   | X   | X   | X   | X   | X   | X   | X   |     |     |     |     |     |     |
| Bandera de Canadá                               | Drummondville       |     |     |     |     | X   | X   |     |     |     |     |     |     |     |     |     |     |     |     |     |     |     |     |
| Bandera de Canadá                               | Edmonton            |     |     |     |     |     |     |     |     |     |     | #   | X   | X   | X   | X   | X   | X   |     |     |     | X   | X   |
| Bandera de Canadá                               | Huntsville          |     | #   |     |     |     |     |     |     |     |     |     |     |     |     |     |     |     |     |     |     |     |     |
| Bandera de Canadá                               | Milton              | X   |     |     |     |     |     |     |     |     |     |     |     |     |     |     |     |     |     |     |     |     |     |
| Bandera de Canadá                               | Montreal            |     |     |     |     |     |     |     |     | #   |     |     |     |     |     |     |     |     |     |     |     |     |     |
| Bandera de Canadá                               | Toronto             |     |     |     |     |     |     |     |     |     | X   | X   |     |     |     |     |     |     |     |     |     |     |     |
| Bandera de Canadá                               | Vancouver           | X   |     |     |     |     |     |     |     |     |     |     |     |     |     |     |     | X   | #   |     |     |     |     |
| Bandera de Canadá                               | Whistler, BC        |     |     | X   | X   |     |     |     |     |     |     |     |     |     |     |     |     |     |     |     |     |     |     |
| Bandera de la República Popular China           | Pekín               | X   | X   |     |     |     |     |     |     |     |     |     |     |     |     | X   | X   | X   |     |     |     |     |     |
| Bandera de Colombia                             | San Andrés          | X   | X   |     |     |     |     |     |     |     |     |     |     |     |     |     |     |     |     |     |     |     |     |
| Bandera de Colombia                             | Guatapé             |     |     |     |     |     |     |     |     |     |     |     |     |     |     |     |     |     |     |     |     | X   | X   |
| Bandera de Francia                              | Embrun              | X   | X   | X   |     |     |     | X   |     |     |     |     |     |     |     |     |     |     |     |     |     |     |     |
| Bandera de Francia                              | Niza                |     |     |     |     |     |     |     |     |     |     |     | X   | X   |     |     |     |     |     |     |     |     |     |
| Bandera de Francia                              | Gérardmer           |     |     |     | X   | X   |     |     |     |     |     |     |     |     |     |     |     |     |     |     |     |     |     |
| Bandera de Francia                              | Lorient             |     |     |     |     |     |     |     |     |     |     |     |     |     |     |     |     |     | X   |     |     |     |     |
| Bandera de Francia                              | París               | X   |     |     |     |     | X   |     |     |     |     |     |     |     |     |     |     |     |     |     |     |     |     |
| Bandera de Francia                              | Rennes              |     |     |     |     |     |     |     |     |     |     | X   |     |     |     |     |     |     |     |     |     |     |     |
| Bandera de Alemania                             | Hamburgo            |     |     |     |     |     |     |     |     |     |     |     | X   | X   | X   | X   | X   | #   | X   |     |     |     |     |
| Bandera del Reino Unido                         | Derry               |     |     |     |     | X   |     |     |     |     |     |     |     |     |     |     |     |     |     |     |     |     |     |
| Bandera del Reino Unido                         | Mánchester          |     |     | #   |     |     |     |     |     |     |     |     |     |     |     |     |     |     |     |     |     |     |     |
| Bandera del Reino Unido                         | Salford             |     |     |     |     |     |     |     |     |     |     |     |     | X   | X   | X   | X   | X   |     |     |     |     |     |
| Bandera de Grecia                               | Atenas              |     |     |     |     |     |     |     |     |     |     |     |     | X   |     |     |     |     |     |     |     |     |     |
| Bandera de Grecia                               | Rodas               |     |     |     |     |     |     |     |     |     |     |     |     |     |     |     |     | X   |     |     |     |     |     |
| Bandera de Hungría                              | Tiszaújváros        |     |     |     |     |     |     | X   | X   | X   | X   | X   | X   | X   | X   | X   | X   | X   | X   | X   | X   | X   | X   |
| Bandera de Irlanda                              | Portaferry          | X   | X   |     |     |     |     |     |     |     |     |     |     |     |     |     |     |     |     |     |     |     |     |
| Bandera de Israel                               | Eilat               |     |     |     |     |     |     |     |     |     |     |     |     |     |     |     |     | X   |     |     |     |     |     |
| Bandera de Japón                                | Amakusa             |     |     | X   | X   |     |     |     |     |     |     |     |     |     |     |     |     |     |     |     |     |     |     |
| Bandera de Japón                                | Gamagōri            |     |     |     |     | X   | X   | X   | X   | X   |     | X   | X   | X   | X   | #   |     |     |     |     |     |     |     |
| Bandera de Japón                                | Ishigaki            |     |     |     |     |     | X   | X   | X   | X   | X   | X   | X   | X   | X   | X   | X   | X   | X   | X   | X   | X   | X   |
| Bandera de Japón                                | Makuhari            |     |     |     |     |     |     |     |     |     |     |     | X   | X   |     |     |     |     |     |     |     |     |     |
| Bandera de Japón                                | Osaka               |     |     |     | X   |     |     |     |     |     |     |     |     |     |     |     |     |     |     |     |     |     |     |
| Bandera de Japón                                | Tokio               |     |     |     |     |     |     |     |     |     | X   |     |     |     |     |     |     |     |     |     |     |     |     |
| Bandera de Japón                                | Yamaguchi           |     |     |     |     |     |     |     |     |     |     | X   |     |     |     |     |     |     |     |     |     |     |     |
| Bandera de Jordania                             | Aqaba               |     |     |     |     |     |     |     |     |     |     |     |     |     |     |     | X   |     |     |     |     |     |     |
| Bandera de México                               | Cancún              |     |     |     |     | #   |     | X   | X   | X   | X   | X   | #   | X   | X   |     | X   | X   |     |     |     |     | X   |
| Bandera de México                               | Huatulco            |     |     |     |     |     |     |     |     |     |     |     |     |     |     |     |     |     | X   | X   | X   | X   | X   |
| Bandera de México                               | Ixtapa              | X   | X   |     | X   |     |     |     |     |     |     |     |     |     |     |     |     |     |     |     |     |     |     |
| Bandera de México                               | Los Cabos           |     |     | X   |     |     |     |     |     |     |     |     |     |     |     |     |     |     |     |     |     |     |     |
| Bandera de México                               | Mazatlán            |     |     |     |     |     |     |     |     |     |     |     |     |     | X   | X   | X   |     |     |     |     |     |     |
| Bandera de México                               | Monterrey           |     |     |     |     |     |     |     |     |     |     |     |     |     |     |     |     |     |     |     | X   | X   |     |
| Bandera de Mónaco                               | Monte Carlo         |     | X   |     |     |     |     | X   |     | X   |     |     |     |     |     |     |     |     |     |     |     |     |     |
| Bandera de los Países Bajos                     | Holten              |     |     |     |     |     |     |     |     |     |     |     |     |     |     |     |     |     |     |     | X   |     |     |
| Bandera de Nueva Zelanda                        | Auckland            |     |     |     |     | X   | X   | X   | X   |     |     |     |     |     |     |     |     |     |     |     |     | X   |     |
| Bandera de Nueva Zelanda                        | New Plymouth        |     |     |     |     |     |     |     |     |     |     |     |     |     |     | X   | X   |     | X   |     |     |     |     |
| Bandera de Nueva Zelanda                        | Queenstown          |     |     |     |     |     |     |     |     |     |     |     |     | #   |     |     |     |     |     |     |     |     |     |
| Bandera de Nueva Zelanda                        | Wellington          |     |     |     | #   |     |     |     |     |     |     |     |     |     |     |     |     |     |     |     |     |     |     |
| Bandera de Portugal                             | Funchal             |     |     |     |     |     |     |     |     |     |     |     | X   | X   | #   |     |     |     |     |     |     |     |     |
| Bandera de Portugal                             | Lisboa              |     |     |     |     |     |     |     |     |     |     |     |     |     |     |     |     | X   |     |     |     |     |     |
| Bandera de Catar                                | Doha                |     |     |     |     |     |     |     |     |     |     |     |     |     |     |     | X   |     |     |     |     |     |     |
| Bandera de Rusia                                | Moscú               |     | X   |     |     |     |     |     |     |     |     |     |     |     |     |     |     |     |     |     |     |     |     |
| Bandera de España                               | Madrid              |     |     |     |     |     |     |     |     |     |     |     |     | X   | X   | X   | X   | X   | X   |     |     |     |     |
| Bandera de España                               | San Sebastián       |     |     | X   | X   | X   |     |     |     |     |     |     |     |     |     |     |     |     |     |     |     |     |     |
| Bañolas                                         |                     |     |     |     |     |     |     |     |     |     |     |     |     |     |     |     |     |     |     |     |     | X   |     |
| Bandera de Sudáfrica                            | Richards Bay        |     |     |     |     |     |     |     |     |     |     |     |     |     |     |     | X   | X   | X   |     |     |     |     |
| Bandera de Corea del Sur                        | Tongyeong           |     |     |     |     |     |     |     |     |     |     |     |     | X   | X   |     |     |     | X   |     | X   | X   | X   |
| Bandera de Suecia                               | Säter               |     | X   |     |     |     |     |     |     |     |     |     |     |     |     |     |     |     |     |     |     |     |     |
| Bandera de Suecia                               | Estocolmo           |     |     |     |     |     |     | X   |     |     |     |     |     |     |     |     |     |     |     |     |     |     |     |
| Bandera de Suiza                                | Genf                | X   |     |     |     |     |     |     |     |     |     |     |     |     |     |     |     |     |     |     |     |     |     |
| Bandera de Suiza                                | Lausana             |     |     |     |     |     |     |     | #   | X   | X   | X   | X   |     |     |     | #   |     |     |     |     |     |     |
| Bandera de Suiza                                | Nendaz              |     |     |     | X   |     |     |     |     |     |     |     |     |     |     |     |     |     |     |     |     |     |     |
| Bandera de Suiza                                | Zúrich              |     |     |     |     |     |     |     | X   |     |     |     |     |     |     |     |     |     |     |     |     |     |     |
| Bandera de Estados Unidos                       | Big Island, HI      |     |     |     |     |     |     |     |     | X   | X   |     |     |     |     |     |     |     |     |     |     |     |     |
| Bandera de Estados Unidos                       | Cleveland, OH       |     |     |     | X   | X   | #   |     |     |     |     |     |     |     |     |     |     |     |     |     |     |     |     |
| Bandera de Estados Unidos                       | Des Moines, IA      |     |     |     |     |     |     |     |     |     |     |     |     |     |     |     |     | X   | X   | X   | X   |     |     |
| Bandera de Estados Unidos                       | Honolulu, HI        |     |     |     |     |     |     |     |     |     |     |     |     |     |     | X   |     |     |     |     |     |     |     |
| Bandera de Estados Unidos                       | Las Vegas, NV       | X   | X   |     |     |     |     |     |     |     |     |     |     |     |     |     |     |     |     |     |     |     |     |
| Bandera de Estados Unidos                       | Maui, HI            |     |     | X   |     |     |     |     |     |     |     |     |     |     |     |     |     |     |     |     |     |     |     |
| Bandera de Estados Unidos                       | Nueva York          |     |     |     |     |     |     |     |     |     |     |     |     | X   |     |     |     |     |     |     |     |     |     |
| Bandera de Estados Unidos                       | Orange County       |     |     | X   |     |     |     |     |     |     |     |     |     |     |     |     |     |     |     |     |     |     |     |
| Bandera de Estados Unidos                       | San Petersburgo, FL |     |     |     |     |     |     |     |     |     |     | X   | X   | X   |     |     |     |     |     |     |     |     |     |
| Bandera de Estados Unidos                       | Texas Hill          | X   |     |     |     |     |     |     |     |     |     |     |     |     |     |     |     |     |     |     |     |     |     |
| Bandera de Estados Unidos                       | Wilkes-Barre, PA    |     |     |     | X   |     |     |     |     |     |     |     |     |     |     |     |     |     |     |     |     |     |     |
| Bandera de Islas Vírgenes de los Estados Unidos | St. Thomas          |     |     | X   |     |     |     |     |     |     |     |     |     |     |     |     |     |     |     |     |     |     |     |
| Bandera de Islas Vírgenes de los Estados Unidos | St. Croix           | X   |     |     |     |     |     |     |     |     |     |     |     |     |     |     |     |     |     |     |     |     |     |
| Número de eventos                               | Número de eventos   | 12  | 11  | 10  | 11  | 11  | 11  | 11  | 10  | 12  | 11  | 11  | 13  | 19  | 13  | 13  | 16  | 16  | 13  | 5   | 8   | 9   |     |

Nota: # – Evento del Campeonato Mundial de Triatlón